# María Abbate
María Abbate (n. 11 de octubre de 1979 - Bahía Blanca, Provincia de Buenos Aires) es una piloto argentina de automovilismo. Compitió en diferentes categorías a nivel nacional, destacándose en la Fórmula 4 Argentina (hoy, Fórmula Metropolitana), el GT 2000 y el Top Race Junior. En esta segunda categoría, debutó en el año 2010, disputando toda la Copa América 2010 y siendo la segunda dama en competir al volante de una de estas máquinas. Sin embargo, una vez finalizado el torneo, una seria lesión en el tobillo terminó con sus aspiraciones de seguir compitiendo en esta categoría, por lo que tuvo que alejarse de la actividad.

## Biografía
Nacida en Bahía Blanca e hija de Enrique Abbate, piloto bahiense que tuvo participaciones en Europa y categorías zonales, María Abbate inició desde muy joven su carrera deportiva. Sus inicios fueron a los 16 años en el karting, compitiendo en categorías zonales con caja y más tarde en el Kart Pro Car. Con el correr del tiempo, comenzó a proyectar su futuro compitiendo en categorías zonales que le terminaron de dar la experiencia suficiente para ascender a nivel profesional. A la par de su incipiente carrera como piloto, supo también desempeñar el rol de navegante acompañando a su padre quien competía con un Chevrolet Chevy en la categoría zonal TC del Sur.
En el ámbito profesional, debutó en el año 2007 en la Fórmula 4 Argentina y el Sport Prototipo Bahiense, teniendo en ambas destacadas actuaciones y llegando a vencer en una competencia del SPB en el año 2008. Sus presentaciones tanto en SPB como en la Fórmula Metropolitana (sucesora de la Fórmula 4), le valieron la posibilidad de participar a comienzos del año 2009 en el Concurso Nacional de Pilotos, certamen organizado por el preparador Christian Ávila y el expiloto Néstor Gurini, cuyo principal premio fue la posibilidad de competir durante la temporada 2009 de la Top Race Junior de manera 100% gratuita. En este concurso Abbate no pudo superar las instancias semifinales, quedando fuera del selecto grupo que tendría finalmente como ganador a Camilo Echevarría. A pesar de este mal paso, la bahiense continuó su carrera en la Fórmula Metropolitana, sumando además su debut en la categoría GT 2000, destinada a sport prototipos.
Finalmente, en el año 2010 María concretó su objetivo de participar en la Top Race Junior, logrando de esta forma convertirse en la segunda mujer en competir dentro de esta divisional. Su presentación se produjo en la segunda fecha de la Copa América 2010, corrida el 28 de febrero en Bahía Blanca, donde ofició de local al comando de un Chevrolet Vectra II preparado por el equipo Gurini Motorsport. Sin embargo tras esta participación, en la fecha siguiente decidió cambiar de aires al pasar a competir con un Ford Mondeo II del equipo Abraham Sport Racing con el que terminó cerrando el torneo. Tras esta participación y cuando comenzó a programar su continuidad en el TR Junior, su carrera se vio trunca debido a una lesión en el tobillo que la mantuvo alejada 9 meses de la actividad. Tras este receso obligado, a comienzos de la temporada 2011 volvió a subirse a un coche de GT 2000, sin embargo solamente alcanzó a disputar una fecha, debiendo volver a bajarse de la actividad por falta de presupuesto. Finalmente y tras este retiro no volvió a competir, retirándose momentáneamente de la actividad.

## Trayectoria
| Temporada | Categoría                                 | Automóvil           |
| --------- | ----------------------------------------- | ------------------- |
| 2007      | Debut en Fórmula 4 Argentina, 2 carreras  | Crespi-Renault      |
| 2007      | Debut en Sport Prototipo Bahiense         | Crespi-Renault      |
| 2008      | Fórmula Metropolitana, 6 carreras         | Crespi-Renault      |
| 2008      | Sport Prototipo Bahiense                  | Crespi-Renault      |
| 2009      | Concurso Nacional de Pilotos, semifinales | Crespi-Renault      |
| 2009      | Fórmula Metropolitana, 5 carreras         | Crespi-Renault      |
| 2009      | Debut en GT 2000, 2 carreras              | Scorpion-Mégane     |
| 2010      | Debut en Top Race Junior, Copa América    | Chevrolet Vectra II |
| 2010      | Debut en Top Race Junior, Copa América    | Ford Mondeo II      |
| 2011      | GT 2000, 1 carrera                        | ADA-Civic           |

### Trayectoria en Top Race
| Temporada         | Categoría       | Vehículo            | Equipo               | Posición final    |
| ----------------- | --------------- | ------------------- | -------------------- | ----------------- |
| Copa América 2010 | Top Race Junior | Chevrolet Vectra II | Gurini Motorsport    | 28ª (4.00 puntos) |
| Copa América 2010 | Top Race Junior | Ford Mondeo II      | Abraham Sport Racing | 28ª (4.00 puntos) |

- [9]